# Institut Huygens d'Història dels Països Baixos
L'Institut Huygens d'Història dels Països Baixos  (en neerlandès: Huygens Instituut voor Nederlandse Geschiedenis) (abreujat: Huygens ING) és un institut de la Reial Acadèmia Neerlandesa de Ciències (KNAW) dels Països Baixos. Estudia la història dels Països Baixos i desenvolupa eines computeritzades per a facilitar les recerques científiques. Té encara la seu a l'edifici de la Biblioteca Reial dels Països Baixos a La Haia però el 2015 es traslladarà a l'edifici antic institut d'estudis tropicals a Amsterdam, junts amb unes altres institucions científiques. El 2015 té un centenar de col·laboradors i és un dels instituts científics més grans en les ciències humanes del regne neerlandès.
Ja el 1902 el govern dels Països Baixos va organitzar una comissió encarregada de la publicació de fonts històriques, que des del 1989 va integrar la Reial Acadèmia Neerlandesa de Ciències sota el nom d'Institut d'Història dels Països Baixos. El 2005 va absorbir del departament de filologia neerlandesa del suprimit Institut Neerlandès de Serveis d'Informàtica Científica. El 2011 van fusionar l'Institut Huygens i Huygens Instituut i l'Institut d'Història dels Païso Baixos i va prendre el seu nom actual. L'institut desenvolupa múltiples llocs web al servei dels cercadors del món sencer. És un dels membres del consorci d'instituts i organitzacions científiques que publiquen junts el registre d'autoritat Portal Biogràfic dels Països Baixos, del qual coordina les activitats i hostatja la base de dades.

## Publicacions en línia
- Historici.nl: Base de dades de publicacions, documents i esdeveniments en relació amb l'estudi de la història dels Països Baixos
- Textual Scholarship.nl: web que dona eines pràctiques a tothom que vol publicar documents i estudis històrics
- Bibliografia digital d'estudis filològics i literaris del neerlandès: base de dades de la literatura segundària sobre el neerlandès
- Bibliografia digital de la història dels Països Baixós: una base de dades de 200.000 (2015) llibres i articles historiogràfics.